# 12-я армия (Германская империя)
Не следует путать с 12-й немецкой армией во Второй мировой войне
12-я полевая армия (нем. 12. Armee) — германская армия, принимавшая участие в Первой мировой войне.

## История
9 февраля 1915 на основе гвардейского резервного корпуса была создана группа армий Гальвица. Её командир, Макс фон Гальвиц, получил должность командира армии 18 марта 1915, возглавляя армейскую группу. 7 августа 1915 его армейская группа была преобразована в 12-ю армию.
12-я армия участвовала в великом наступлении 1915 года на Восточном фронте, форсировав Вислу 22 июля: после большого тактического отступления русская 4-я армия оставила крепость Ивангород, параллельно отводя войска от Варшавы. 4-5 августа немцы вошли в Варшаву.
22 сентября 1915 12-я армия была переброшена в Сербию, оказывая помощь 11-й армии. 29 сентября 1915 штаб был перенесён в Лиду. 9 октября 1916 армию расформировали, а фон Гальвиц возглавил 8-ю армию.

## Командующие
- Гальвиц, Макс фон (7 августа — 22 сентября 1915)
- Фабек, Макс фон (22 сентября 1915 — 9 октября 1916)